# جون تاراس
جون تاراس (بالإنجليزية: John Taras)‏ هو مصمم رقص أمريكي، ولد في 18 أبريل 1919 في نيويورك في الولايات المتحدة، وتوفي بنفس المكان في 2 أبريل 2004.

## وصلات خارجية
- جون تاراس على موقع قاعدة بيانات برودواي على الإنترنت (الإنجليزية)